# Etalonatge digital
Tradicionalment l'etalonatge ha sigut un procés de laboratori cinematogràfic que mitjançant processos fotoquímics aconseguia igualar el color, la lluminositat i el contrast dels diferents plans que formaven les seqüències d'una pel·lícula de cine. Amb l'arribada del cinema digital, el concepte d'etalonatge ha passat també a utilitzar-se per definir tot el procés de postproducció que fa referència a la correcció de color i a aconseguir l'aparença adequada de cada seqüència en funció de la funció narrativa de la mateixa. Lluny dels complexos processos de laboratori fotogràfic, l'etalonatge digital es realitza en ordinador i utilitzar programes de correcció de color específics que proporcionen tots els controls sobre quelcom tant subjectiu com és la percepció del color. En el cinema digital, el retoc del color és imprescindible per garantir la qualitat del resultat final.

## La qualitat de l'original
Com major sigui la qualitat de l'original, més flexibilitat es tindrà a l'hora de manipular el color. Si l'original és de mala qualitat o ha sofert molta pèrdua en la informació de color, la seva correcció i manipulació es fa pràcticament impossible. Per tant, el primer que s'ha de procurar és conservar la màxima qualitat d'informació de color possible en tots els passos del procés, més encara si es té en compte que qualsevol procés de correcció de color deteriora sempre la informació original. Tots els paràmetres influeixen en la qualitat de les imatges, des de l'objectiu de la càmera al format de compressió utilitzat, passant pel submostreig i el tipus de CCD, etc.

## El procés de l'Etalonatge (flux de treball)
El procés per a la realització de l'etalonatge digital passa bàsicament per tres passos:

### Correccions primàries
En aquesta primera fase del procés es realitzen ajustaments bàsics com la lluminositat, el contrast i la correcció de colors dominants dels plans. Es tracta de deixar la imatge neutra i en els seus millors paràmetres de llum, color i contrast.

### Correccions secundàries
En aquest pas s'efectuen correccions més específiques i concretes, només en algunes parts concretes de la imatge, per exemple es canvien colors molt concrets o es donen zones dominants a zones molt determinades de la imatge. Les eines més utilitzades en aquest pas són les màscares, eines de selecció de colors i trackers.

### Filtres i efectes
Per acabar, una vegada fetes totes les correccions necessàries en els passos anteriors, es passa a donar a cada seqüència l'estil desitjat d'acord amb les exigències narratives de cada seqüència. Aquesta és una de les parts més complicades i subjectives del procés, ja que no tothom veu o entén de igual manera les subtils diferències o dominants del color. En qualsevol cas, les correccions realitzades han de passar sempre desapercebudes i han de potenciar en tot moment la narrativa de cada seqüència.

## Eines
Les eines de treball en la correcció de color ajuden a manipular els paràmetres del color, contrast i lluminositat de les imatges, i cal estar familiaritzat amb el seu funcionament, ja que són els únics elements que proporcionaran una informació objectiva de les característiques del color de les escenes. Bàsicament es compta amb eines de dos tipus: per una banda hi ha les que permeten veure objectivament la informació de lluminositat, color i contrast (Parades, Vectorscopi, histogrames, etc.) i per altra banda hi ha totes aquelles eines que permeten manipular aquesta informació del color de les imatges (rodes de color, corbes de nivels, etc.).

### Rodes de color

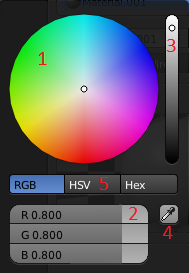
Roda de colors que podem trobar a un programa d'Etalonatge digital.

Les rodes de color s'utilitzen per a corregir o donar colors dominants a les imatges, solen tenir controls de color, saturació i lluminositat. Normalment hi ha una roda de color per a les ombres, una altra per a mitjos tons i una altra per a les llums.

### Corbes de nivells
Les corbes de nivells permeten ajustaments més fins que la lluminositat i el contrast de la imatge, normalment es disposa d'una corba per a cada color primari i una altra per a la lluminositat general de tots els colors de la imatge.

### Parades o corbes de lluminositat
Els parades ens mostren la informació en tants per cents de lluminositat de les imatges, de forma que el 0% és el negre i el 100% el blanc. Es poden visualitzar les parades de lluminositat generals o bé visualitzar la lluminositat de cada un dels colors primaris (Vermell, Verd i Blau).

### Vectorscopi
El vectorscopi dona informació dels colors que apareixen a la imatge i de la seva saturació, com el seu nom indica, mostra mitjançant vectors la informació de color del senyal de vídeo de la imatge, de forma que l'angle ens informa del color que és i la seva longitud de saturació.

## Programes per a l'etalonatge digital
Fins a no fa gaire temps, l'etalonatge digital estava reservat a plataformes especialitzades i a sistemes de tractament de color molt avançats. Actualment la correcció de color està pràcticament a l'abast de qualsevol, i quasi tots els programes d'edició de vídeo compten amb les eines necessàries per a realitzar aquests ajustaments. Es pot diferenciar, no obstant, dos tipus d'aplicacions o programari, segons estiguin destinats a l'ús en ordinadors personals, especialment utilitzats per a correccions en formats HDTV, o a l'ús en plataformes específiques destinades al cinema digital 2K, 4K i 3D.

### HDTV
- Davinci resolve
- "Color" integrat a Final Cut Pro d'Apple
- Adobe Premiere Pro
- Sony Vegas Pro
- Grass Valley Edius
- Avid Adrenaline HD media composer
- Blender

### Cine digital
- Quantel
- Lustre
- Base Light
- Iridas

## Sistemes basats en el hardware vs. Sistemes basats en el software
Els sistemes basats en el maquinari (da Vinci 2k, Pandora International MegaDEF, etc.) sempre han ofert un rendiment més alt que els basats en software. El seu treball a temps real està optimitzat a una resolució i profunditat del bit particular, al contrari de les plataformes de software que utilitzen hardware estàndard de la indústria electrònica, i que normalment disminueixen la resolució a canvi de velocitat (Apple Color, Assimilate Scratch, Adobe SpeedGrade, SGO Mistika, etc.). Mentre que els basats en hardware sempre ofereixen els resultats en temps real, els altres han d'anar renderitzant el treball a mesura que va augmentant la complexitat de l'etalonatge. D'altra banda, els sistemes basats en software solen tenir més opcions com màscares o rastreig de moviment.
La línia entre hardware i software s'està difuminant, ja que cada cop més programes basats en software (Pablo, SGO Mistika, Autodesk Lustre, Nucoda Film Master, Filmlight Baselight, etc.) utilitzen multiprocessadors i la GPU com a mitjà per accelerar el hardware. Alguns nous programes basats en software utilitzen un grup de GPUs en paral·lel per millorar el rendiment en altes resolucions que s'utilitzen en les pel·lícules (Blackmagic Design, DaVinci Resolve, etc.) Alguns programes com Syntheric Aperture's Color Finesse estan basats purament en software i funcionaran inclús en ordinadors de gamma baixa.

### Hardware
Els panels de control en troben en una sala especial per a l'etalonatge.
- Per resultats d'alta qualitat, molts telecines són controlats per DaVinci Systems Color Corrector 2k, que és un sistema d'etalonatge digital.
- Altres sistemes d'alta qualitat són de Pandora International, sovint amb els sistemes MegaDEF, Pixi o Revolution.
- Els sistemes d'etalonatge necessiten uns sistemes de control físics, i hi ha diferents opcions. Alguns productes com els de Pandora Int. tenen els seus pròpis, sinó s'utilitzaria un altre dispositiu com el DaVinci Systems' TLC edit controller.
- Sistemes antics d'etalonatge: Renaissance, Classic analog, DaVinci Systems': The Whiz (1982), The Corporate Communicatios' System 60XL (1982-1989), Bosch Fernseh's FRP-60 (1983-1989), Dubner (1978-1985), Cintel's TOPSY (1978), Amigo (1983) i ARCAS (1992). Tots aquests sistemes només funcionen amb resolució estàndard en senyals 525 i 625, i són considerats obsolets.

### Software
Els controls es mostren a la pantalla, i a vegades s'hi pot accedir a través de plugins de tercers.
- Baselight de FilmLight és utilitzat per l'etalonatge en HD, 2K, 4K i 3D. El programa suporta diferents formats de vídeo i còdecs. Els sistemes Filmlight utilitza la tecnologia del núvol en Linux.
- Nucoda de Digital Vision proveeix d'eines d'etalonatge avançat que treballen amb ACES i HDR des de SD fins a 8K, i a més és el líder en eines de restauració i millora d'imatges.
- Software com Synthetic Aperture's Color Finesse funcionen com a plugin en altres aplicacions com al Final Cut Pro d'Apple, After Effects o Premiere d'Adobe.

- Da Vinci Systems de Blackmagic Design funciona a Mac OS X, Windows7 Pro i Linux OS utilitzant un grup de múltiples GPUs en paral·lel per dur a terme l'etalonatge a temps real en HD, 2K i 4K en imatges en 2D i 3D Estereoscopic.
- SpeedGrade d'Adobe Systems va ser presentat com a part de la Creative Suite 6 i Creative Cloud, que funciona en Mac i PC. Funciona amb capes i està lligat a Premiere Pro i AfterEffects.
- Magig Bullet Colorista II de Red Giant Software ofereix correcció de color en etapes primàries, secundàries i master dins de programes com el Final Cut Pro d'Apple, After Effects i Premiere d'Adobe.
- The Grading Sweet és un pack d'etalonatge que funciona com a plugin per al Final Cut Pro.
- El programa Sony Vegas té diferents filtres inclosos i la possibilitat d'incloure'n de tercers.
- Altres programes tenen les seves pròpies opcions d'etalonatge (Edius, Blender, etc.).
- Mistika (SGO) és una eina d'etalonatge digital online.
- Film Convert és una eina que converteix el material per imitar l'aparença de les pel·lícules professionals.